# ウィズ・ベスト・フレンズ
『ウィズ・ベスト・フレンズ』は、岩崎宏美の4枚目のオリジナル・アルバム。1977年5月25日発売。発売元は、ビクター音楽産業。規格品番はSJX-10194

## 背景
シングル「想い出の樹の下で」「悲恋白書」を含む全12曲を収録。コンサートや学園祭で以前よく歌われた「学生街の四季」、近年中山大三郎の特集でも取り上げられた「さよなら そして自由へ」等々、高校卒業を機に制作されたアルバムとなっている。
A面6曲目「学生街の四季」は、北海道大学をモデルにしているとされる。A面3曲目「メランコリー日記」は、元々「悲恋白書」の別パターンの曲として作られており、曲調の明るい方がいいということでシングルには不採用となったが、新たに書き下ろされた詞で今作に収録された。
1991年に、前作『飛行船』（1976.7.25）とのカップリングで初CD-DA化（2作品を1枚に収録）されたが、収録時間の関係上、前述の「メランコリー日記」が除かれた。1994年に単独でCD化され、同時に「メランコリー日記」も初CD化された。また、2007年に紙ジャケットで復刻された際には、アルバム未収録であった7thシングル「ドリーム」（1976.11.5）とそのB面曲「スイート・スポット」がボーナス・トラックとして収録された。

## 収録曲

### オリジナル盤
- 全作詞：阿久悠（特記以外）

Side-A
1. 悲恋白書
作曲：大野克夫　編曲：萩田光雄
  - 9枚目のシングルA面曲。
2. 砂の慕情
作詞：ちあき哲也　作曲・編曲：穂口雄右
3. メランコリー日記
作曲：大野克夫　編曲：青木望
4. わたしの1095日
作曲・編曲：筒美京平
  - 8枚目のシングル「想い出の樹の下で」のB面曲。
5. 平行線
作詞：ちあき哲也　作曲・編曲：穂口雄右
6. 学生街の四季
作曲：川口真　編曲：萩田光雄

Side-B
1. パパにそむいて
作曲：三木たかし　編曲：田辺信一
2. コンサート
作曲・編曲：筒美京平
3. 花のことづけ
作詞：櫛田露孤　作曲：中山大三郎　編曲：田辺信一
4. 想い出の樹の下で
作曲・編曲：筒美京平
  - 8枚目のシングルA面曲。
5. 愛をどうぞ
作曲：大野克夫　編曲：萩田光雄
  - 9枚目のシングル「悲恋白書」のB面曲。
6. さよなら そして自由へ
作詞：中山大三郎　作曲：うすいよしのり　編曲：田辺信一

### CD（1991年盤）
定盤コレクション 2in One「飛行船 + ウィズ・ベスト・フレンズ」
- M1 - 9の作家は項目『飛行船』を参照。

1. 未来
2. 地平線の彼方
3. サマー・グラフィティ
4. ワンウェイ・ラブ
5. 夏からのメッセージ
6. ケン待っててあげる
7. 霧の日の出来事
8. 美しい夏
9. 愛の飛行船
10. 悲恋白書
11. 砂の慕情
12. わたしの1095日
13. 平行線
14. 学生街の四季
15. パパにそむいて
16. コンサート
17. 花のことづけ
18. 想い出の樹の下で
19. 愛をどうぞ
20. さよなら そして自由へ

### CD（2007年盤）
1. 悲恋白書
2. 砂の慕情
3. メランコリー日記
4. わたしの1095日
5. 平行線
6. 学生街の四季
7. パパにそむいて
8. コンサート
9. 花のことづけ
10. 想い出の樹の下で
11. 愛をどうぞ
12. さよなら そして自由へ

#### ボーナス・トラック
1. ドリーム
作詞：阿久悠　作曲・編曲: 筒美京平
  - 7枚目のシングルA面曲。
2. スイート・スポット
作詞：阿久悠　作曲・編曲: 筒美京平
  - 「ドリーム」のB面曲。